# Fiederspieren
Die Pflanzengattung Fiederspieren (Sorbaria) gehört zur Unterfamilie der Spiraeoideae in der Familie der Rosengewächse (Rosaceae).

## Beschreibung

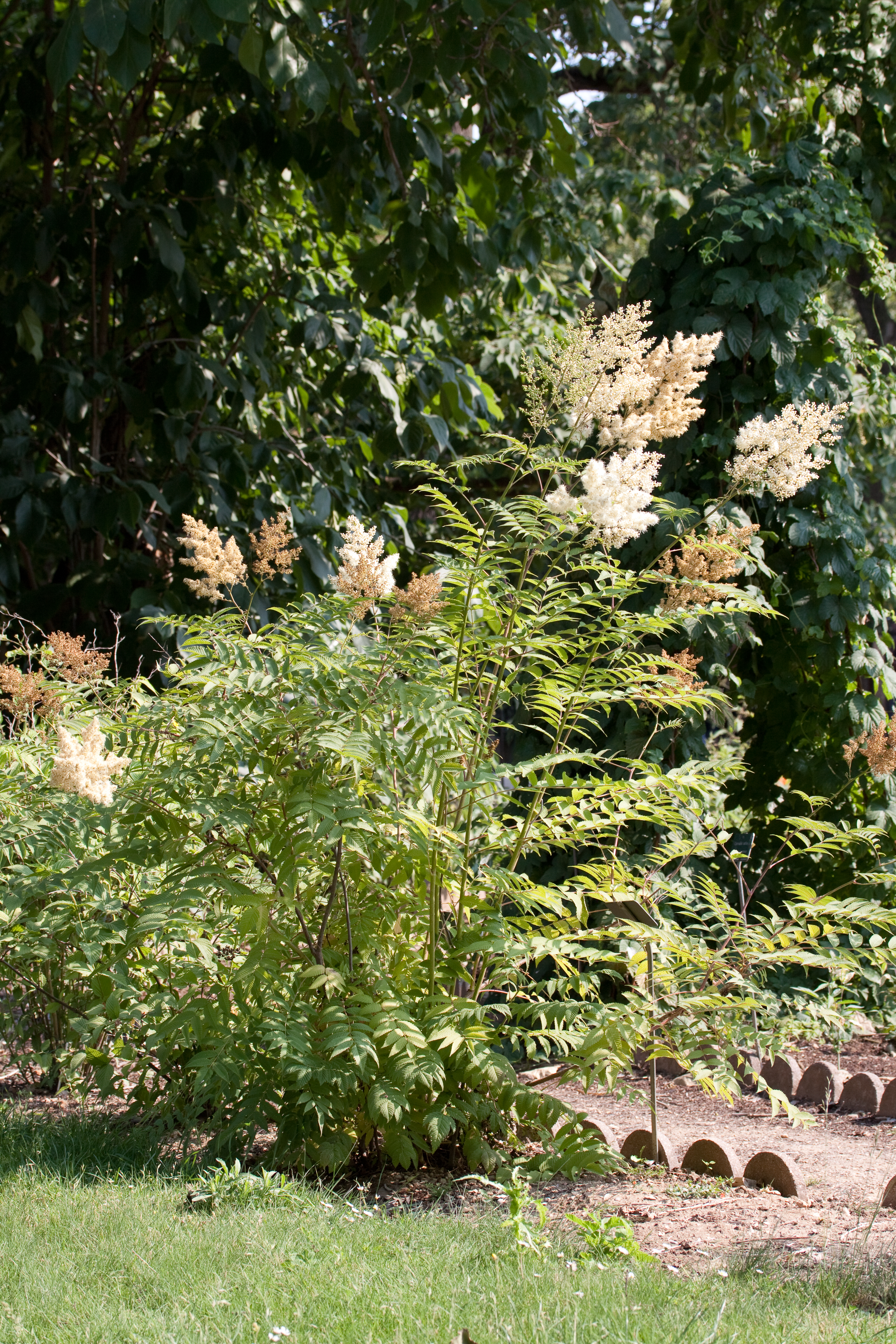
Sorbaria grandiflora

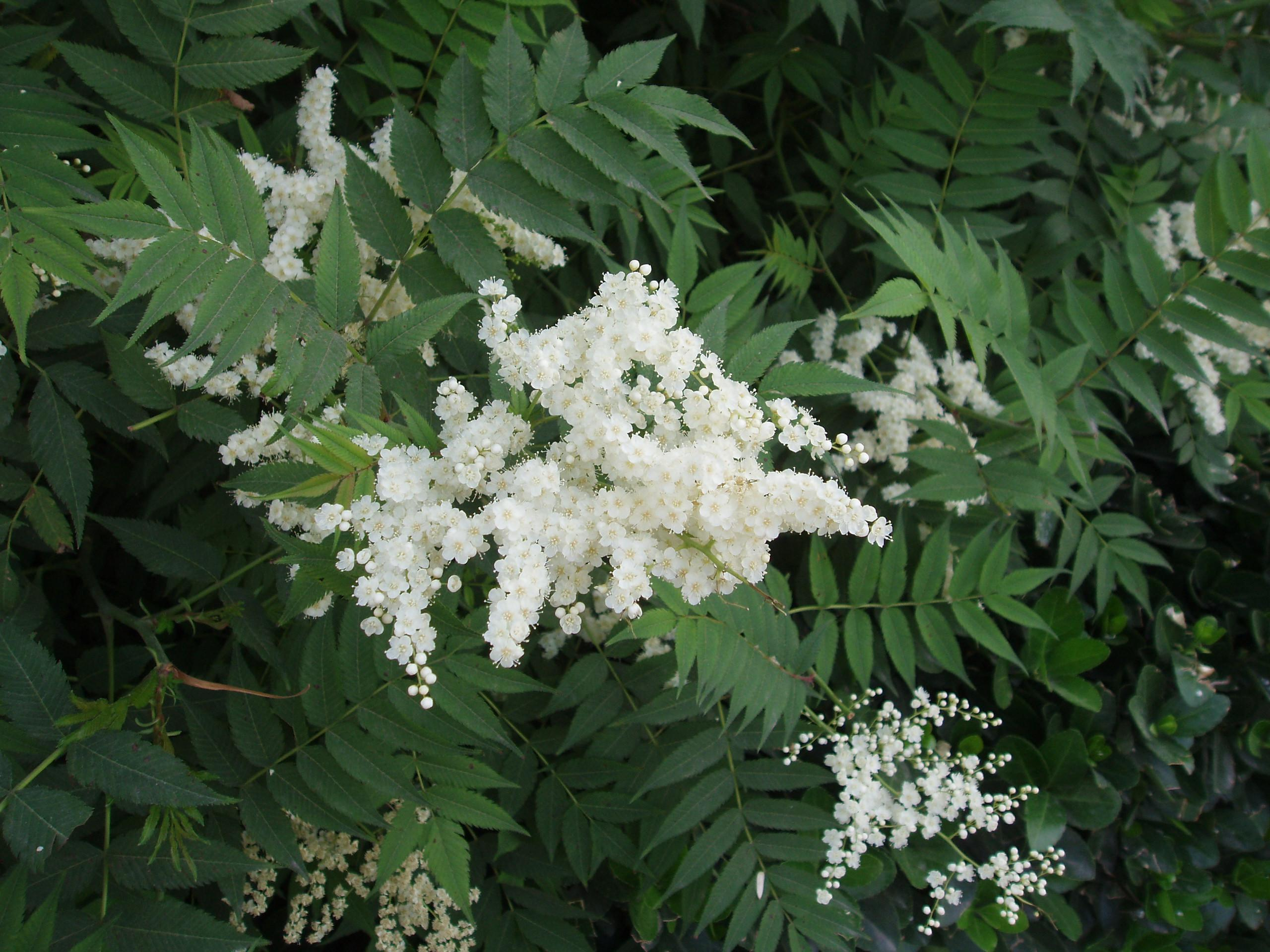
Sibirische Fiederspiere (Sorbaria sorbifolia)

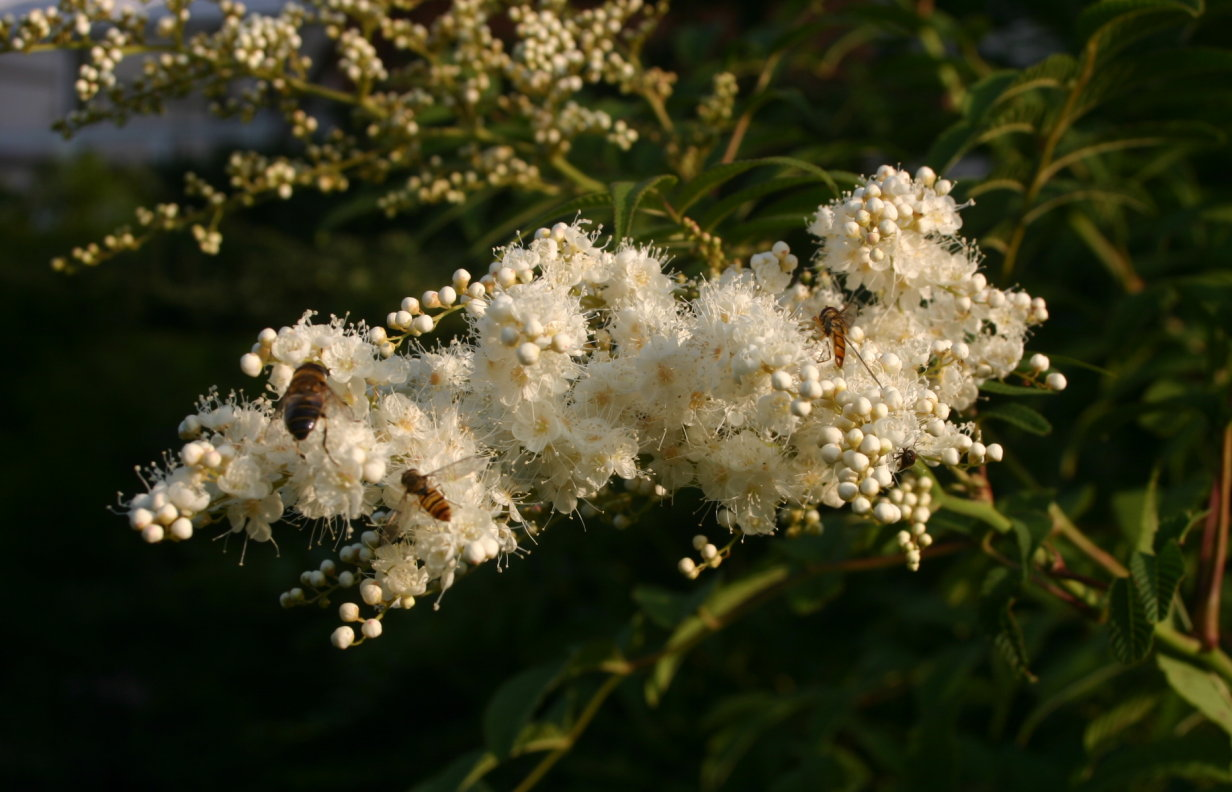
Blütenstand von Sorbaria tomentosa

Sorbaria-Arten sind sommergrüne, meist hohe Sträucher mit stielrunden Zweigen. Die kahle oder behaarte Rinde der Zweige ist so lang sie jung sind gelb bis grün, später ist sie dunkel rötlich oder gelblich braun. Die wechselständig angeordneten, großen, unpaarig gefiederte Laubblätter enthalten sieben bis 33 Fiederblättchen. Die meist doppelt gesägten Fiederblättchen sind bis zu 13 cm lang. Nebenblätter sind vorhanden.
In 10 bis 30 cm langen, endständigen, rispigen Blütenständen stehen viele Blüten zusammen. Die relativ kleinen, fünfzähligen Blüten weisen einen Durchmesser von 5 bis 10 mm auf. Die fünf Kelchblätter sind auch noch an den Früchten vorhanden. Die fünf rundlichen, weißen Kronblätter sind an der Basis verwachsen. Die 20 bis 50 Staubblätter sind oft länger als die Kronblätter. Die fünf Fruchtblätter sind nur an der Basis verwachsen und stehen in einem offenen Blütenbecher.
An den 2,5 bis 5 mm langen, kahlen oder behaarten Balgfrüchte sind noch Griffel und Kelch vorhanden, wenn sie reif sind.

## Vorkommen
Sorbaria-Arten kommen in Mittel- und Ostasien sowie im östlichen Nordamerika vor.
Die dekorativen, reichblühenden Gehölze können als Solitär- und Gruppensträucher in Parks und Gärten der Gemäßigten Zone Verwendung finden.

## Arten (Auswahl)
Es gibt etwa neun bis zehn Sorbaria-Arten:
- Sorbaria grandiflora (Sweet) Maxim. (Syn.: Sorbaria pallasii (G.Don) Pojark.): Sie kommt von Sibirien bis zum fernöstlichen Russland vor.[1][2]
- Sorbaria kirilowii (Regel & Tiling) Maxim. (Syn.: Sorbaria arborea C.K.Schneid., Sorbaria arborea var. glabrata Rehder, Sorbaria arborea var. subtomentosa Rehder, Sorbaria assurgens M.Vilm. & Bois, Spiraea kirilowii Regel & Tiling): Sie kommt in China und im nördlichen Korea vor.[1]
- Sibirische Fiederspiere (Sorbaria sorbifolia (L.) A.Braun, Syn.: Schizonotus sorbifolia (L.) Lindl. ex Steud., Sorbaria sorbifolia var. stellipila Maxim., Spiraea sorbifolia L.)
- Sorbaria tomentosa (Lindl.) Rehder: Mit den Varietäten:
  - Sorbaria tomentosa var. angustifolia (Wenz.) Rahn (Syn.: Schizonotus aitchisonii (Hemsl.) Skeels, Sorbaria aitchisonii Hemsl., Spiraea aitchisonii Hemsl., Spiraea sorbifolia var. angustifolia Wenz.)
  - Sorbaria tomentosa (Lindl.) Rehder var. tomentosa (Syn.: Schizonotus tomentosus Lindl., Sorbaria lindleyana (Wall. ex Lindl.) Maxim., Spiraea lindleyana Wall. ex Lindl.)